# 星特朗
星特朗 (Celestron)是一个制造与进口天文望远镜，双筒望远镜，鑑識望遠鏡，显微镜，以及相关辅助程序的公司。

## 创始和历史

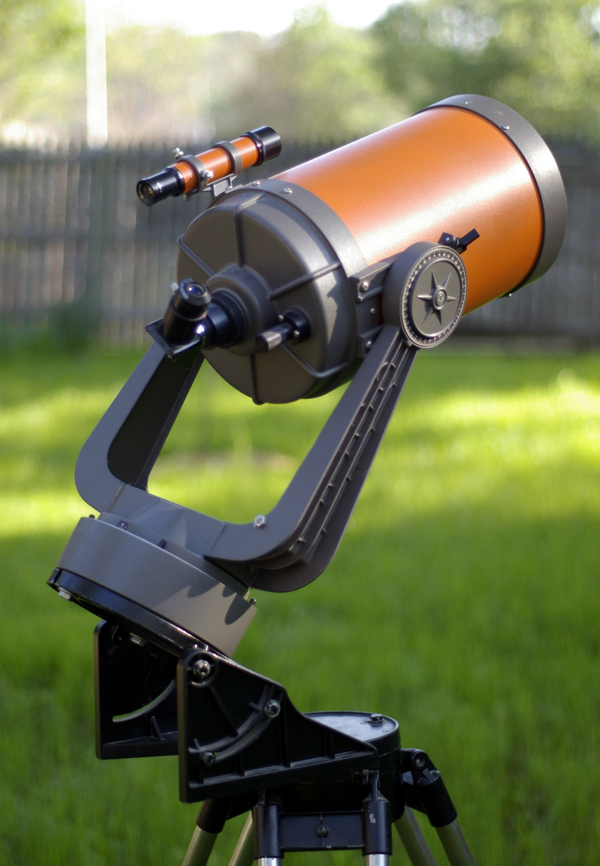
A vintage 1970's Celestron C8 telescope.

星特朗的历史可以追溯到1950年代，原名Valor Electronics, 一个由Tom Johnson 创立的一个电子公司. Johnson 在给自己的两个儿子制作一台6英寸的反射望远镜之后开始生产天文望远镜. 1964年，Johnson创立了"Celestron Pacific"作为Valor Electronics 的一个部门。生产 4～22英寸的施密特-卡塞格林望遠鏡 .1970年星特朗把 "C8" 这台8英寸口径， 2032 mm 焦距, 焦比10 的望远镜, 率先投入了高产量低成本的流水生产线. 这些产品 对于天文爱好者 和教育机构是非常有意义的. 1997年星特朗被德宝 收购，在2001年德宝破产时几乎歇业。
2003年初星特朗的竞争对手, 米德儀器, 企图收购星特朗，但是破產法庭通过了将星特朗卖给原來公司所有人。 2005年四月,星特朗被台灣公司信達光電科技收购, 在這之前, 公司一直为美国人所有。信達生產工廠在蘇州。

## 产品

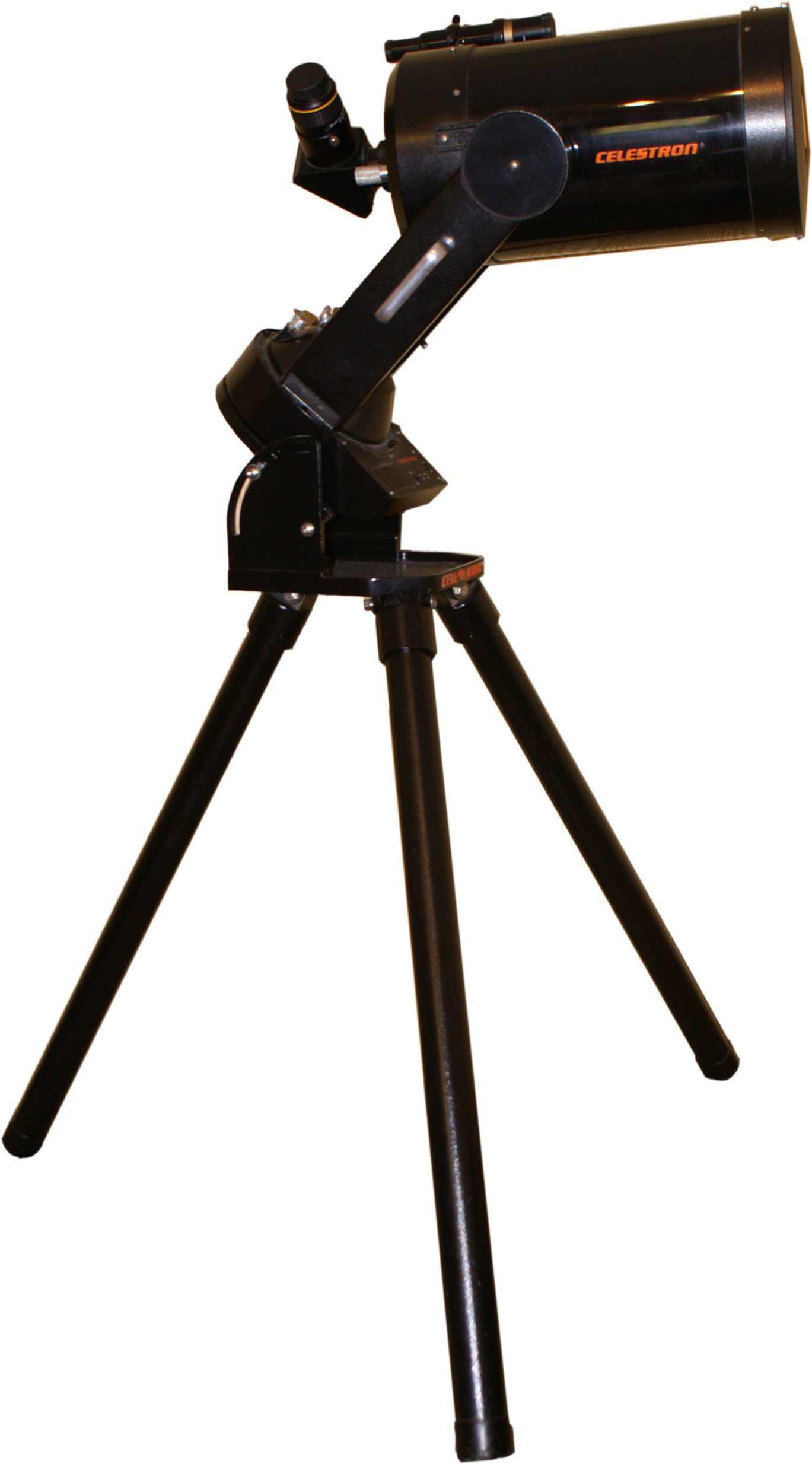
星特朗C8望远镜

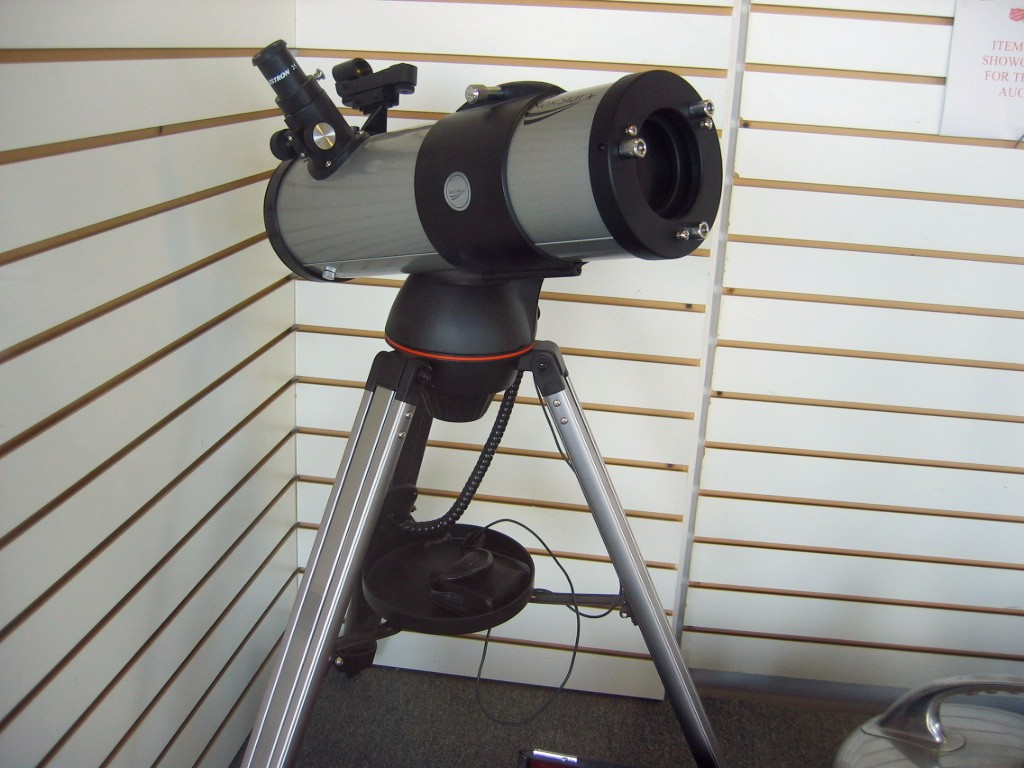
星特朗NexStar 114望远镜.

正如上述，星特朗是首家批量生产施密特-卡塞格林望遠鏡的商业公司, 早在1960年代就发布了"C8" 这个带有商标的橙色(c1980年改为黑色,2006年恢复橙色), 和两个叉的 赤道仪, 已经成为一个流行的设计。
星特朗在望远镜方面有CGE, CGEM, CPC, NexStar, Omini, Onyx, AstroMaster, Ambassador, TravelScope, and PowerSeeker 等多条产品线。其中还有计算机控制的、含带GPS定位系统的已经黄铜镜筒和木赤道仪等多种产品。
其他产品包括（截至2007年）: 
- C5, C6, C9.25, C11, 和 C14 施密特-卡塞格林望遠鏡  ("C"之后的数字是用英寸表示的口径), 其中C8 , C6, C9.25, 和 C11可用带有GoTo 技术的叉式赤道仪或者德式赤道仪, 同时C8, C9.25, C11, C14, 使用碳制镜筒，并且可用于重型德式赤道仪
- 2.4 到 6-英寸（150-） 折射望远镜 .
- 6 到 10-英寸（250-） 传统 牛頓望遠鏡 .
- 6 到 12-英寸（300-） 道布森望远镜 。以"Starhopper"系列闻名.
- 90 mm & 130 mm 马克苏托夫-卡塞格林望远镜 , 以C90 和 C130 (字母"C"后面的数字指代以毫米为单位的口径)闻名.
- SkyScout, 类似美德mySky的个人用寻星装置.
- 数字的立体生物显微镜
- 5个不同的双筒望远镜系列 和7种射弹观测镜.

象其他望远镜制造商一样,星特朗生产的望远镜可以选择通过计算机来自动指向某一个天体(一种成为 "GoTo"的技术). 绝大多数望远镜都可以通过一个叫做 RS-232的外部链接线与计算机相接,并且可以通过一个第三方的星图软件进行控制，或者连接到GPS 终端. GPS终端可以帮助望远镜获取精确的地理位置和时间, 这可以帮助望远镜更加精确的进行指向.
一些机动望远镜曾经销售于80年代中期到90年代初期,包括Clestron Compustar(r)，它使用了GoTo技术但是不可以在2000年之后自动寻星; 使得一些星特朗产品存在Y2K错误. 然而, 通过更新第三方的一些计算机程序可以解决部分产品上的问题.

## 与米德儀器的竞争
自从1972年米德儀器（Meade Instruments）成立以来，它便是星特朗的最重要竞争对手之一. 产品的设计、体积、宣传、定价等各个方面都在竞争中有所体现. 双方都不断起诉对方侵犯自己的专利 .